# DOORS
DOORS (Dynamic Object Oriented Requirements System) ist eine Anforderungsmanagement-Software, die von Quality Systems & Software (QSS) Anfang der 1990er Jahre entwickelt wurde. Die erste DOORS-Version kam im Februar 1991 beim Verteidigungsministerium des Vereinigten Königreichs zum Einsatz. Auf der Software Technology Conference in Salt Lake City wurde im April 1993 die erste kommerzielle DOORS Version veröffentlicht. QSS wurde von Telelogic am 8. August 2000 gekauft. Der Kauf von Telelogic wurde wiederum von IBM am 3. April 2008 abgeschlossen.

## Funktionen

### Hauptfunktionalität
Im Dokumentstil ermöglicht DOORS eine strukturierte Aufzeichnung und Verwaltung von Anforderungen (Objekten), die mit Attributen versehen werden können, die der Anwender ausgewählt hat. Um die Anforderungen unterscheiden zu können, versieht DOORS die Objekte jeweils mit einer eindeutigen Identifizierungsnummer. Eine tabellarische Ansicht der Objekte zeigt zusätzlich neben den Anforderungen die dazugehörigen Attribute an.

### Datei-Import / -Export

#### Von einer geöffneten Datei aus
DOORS kann (auch formatierte) Texte und Abbildungen aus Microsoft Word und Excel im- und exportieren. Die intern als RTF abgelegten Formate (auch OLE-Objekte) können angesehen, aber nicht immer bearbeitet (z. B. anders formatiert) werden. Die Bedienoberfläche von DOORS ist ohne Maus teils schwer bedienbar, da einige Befehle nur als Symbol und nicht über ein Menü zur Verfügung gestellt werden. Die Texteingabe ist insgesamt umständlicher als z. B. in Word, da für jeden Absatz die hierarchische Einordnung und der Inhaltstyp (z. B. Überschrift oder Inhaltstext) definiert werden müssen.

#### RIF / ReqIF
Aus DOORS heraus können die Daten verwendet werden, um z. B. ein UML-2.0-Modell zu erstellen. DOORS unterstützt das Requirements Interchange Format (RIF/ReqIF) für den Datenaustausch und Open Services for Lifecycle Collaboration (OSLC) als Schnittstelle zu Testmanagement-, Changemanagement- und Modellierungswerkzeugen. Mit den entsprechenden Rechten können geschlossene Dateien im RIF/ReqIF-Format exportiert werden. Neben diesen Rechten benötigt man zum Importieren darüber hinaus eine RIF/ReqIf-Definition, die man sich ggf. auch selbst erstellen kann.

### Tracing / Links
Für die Verfolgung von Anforderungen während des Projektablaufs (Tracing) können Objekte miteinander verlinkt werden. Die Traceability-Links können über das Menü oder per Drag-and-drop zwischen zwei Anforderungen erstellt werden. Neben der Anforderung blendet DOORS nach der Verlinkung einen Link-Indikator ein, der anhand der Pfeilrichtung und Farbe einen ausgehenden bzw. eingehenden Link darstellt. Zugleich kann der Link-Indikator für die Navigation zwischen den verlinkten Anforderungen verwendet werden.

### Versionshistorie / Baselines
Alle Änderungen an Objekten werden in einer Historie gespeichert, wobei Unterschiede in OLE-Objekten geloggt, aber nicht immer angesehen werden können. Der Stand eines Moduls kann in einer Baseline reproduzierbar abgelegt werden, mehrere Module können in Baselinesets organisiert werden, Baselines können miteinander verglichen werden.

### Datenbank und Skriptsprache
DOORS ist eine Client-Server-Anwendung und basiert auf einer proprietären Datenbank. Es stehen diverse Analyse-Tools zur Verfügung. Eine Automatisierung von Bedienungsabläufen ist mit der Skriptsprache DXL (DOORS eXtension Language) möglich.

## Einsatz / Branchen
DOORS wird unter anderem im Bereich der Raumfahrt, der Medizintechnik, der Luftfahrt, der Automobilindustrie und der Bahntechnik für die System- und Softwarespezifikation im Anforderungsmanagement angewendet.

## Zu den Einzelnachweisen
Laplante stellt DOORS als eines von fünf kommerziellen Werkzeugen für das Anforderungsmanagement vor. Weitere Beachtung findet die Software bei Ebert.